# Patrik Camilo Cornélio da Silva
Patrik Camilo Cornélio da Silva , mais conhecido como Patrik (São Paulo 19 de julho de 1990), é um futebolista brasileiro que atua como atacante.

## Carreira
Depois de ser destaque nas categorias de base da São Caetano em 2007, Patrik foi comprado pelo Palmeiras onde atuou no Time B, já como profissional, passou a atuar no Time principal, onde se destacou. Em 2010, entrou em algumas partidas no Campeonato Brasileiro daquele ano, sem muito destaque. Em 2011, começou a ser mais aproveitado pelo técnico Luiz Felipe Scolari, ajudando o Palmeiras no Campeonato Paulista com alguns gols importantes em vitórias da equipe.
Em 2012, voltou a ser menos usado nos jogos, mas fez parte do elenco que foi campeão invicto da Copa do Brasil de 2012.
Em julho de 2013 acertou com o Sport ate o final do ano.
Em dezembro de 2013, com a venda do atacante Rodolfo para o Palmeiras, no meio da negociação, esteve envolvido a ida de Patrik para o Rio Claro por empréstimo, onde ficou no Rio Claro, até o final do Paulistão de 2014, com mais três jogadores do Palmeiras: Marcos Vinicius, Fernando e Ramos.
Em maio de 2014, acertou sua ida ao Paraná Clube até o fim do ano.
Em janeiro de 2015, foi novamente emprestado ao Rio Claro, até o final do Paulistão 2015.

## Títulos
Palmeiras
- Copa do Brasil: 2012

### Outras Conquistas
Palmeiras
- Campeonato Paulista - Sub-20: 2009
- Troféu Gustavo Lacerda Beltrame: 2010